# Međunarodna brdska utrka Čabar
Međunarodna brdska utrka Čabar, hrvatsko automobilističko natjecanje u brdskom automobilizmu. Održava se u srpnju kod Čabra. Organizira ju AKK Petar Klepac. Za organizaciju ove utrke HAKS je nagradio organizatora za najbolje organiziranu domaću utrku 2015. i 2016. godine. 2017. godine i austrijski vozači voze jednu od utrka prvenstva Austrije za sve kategorije. Utrka se vozi na dionici Smrečje - Tršće u duljini od 4.900 metara. Prosječni uspon je od 6,45 posto. Staza je licencirana i za Kategoriju II (formule i prototipovi). Medijski pokrovitelji do danas su bili Novi list, TV Auto magazin i www.riautosport.hr. Utrka se boduje za prvenstvo Hrvatske na brdskim stazama.